# Jens Stephensen
Jens Severin Stephensen (født 12. oktober 1941 i København) er en dansk ingeniør og direktør, bror til Karl Stephensen (tvilling), Snorre Stephensen og Hannes Stephensen.
Stephensen er søn af arkitekt Magnus Stephensen og hustru Else født Widding, blev student fra Ordrup Gymnasium i 1960 og civilingeniør i skibsteknik 1968 og var ansat ved Skibsteknisk Laboratorium fra 1968 til 1978.
I 1978 blev Stephensen underdirektør i Dwinger Marine Consult, hvilket han var til 1988. Dernæst blev han administrerende direktør for Aarhus Flydedok A/S 1988, hvilket han var til 1993. Fra 1993 til 1995 var han adm. direktør for Burmeister & Wains Skibsværft A/S og blev så i 1995 adm. direktør for Scandlines A/S (tidligere DSB Rederi A/S), hvilket Stephensen var til 1999.
Siden 1970 har han været gift med møbelsnedker Bente Stephensen (født 7. marts 1946 på Frederiksberg), datter af overkirurg, dr.med. Tyge Clarentius Gertz og hustru Annegrethe født Nissen (datter af Axel Nissen). I kraft af dette ægteskab blev Stephensen knyttet til én af de kontrollerende familier i FLSmidth A/S. Han er næstformand i bestyrelsen for FLSmidth A/S og var indtil nedlæggelsen medlem af bestyrelsen for Potagua A/S. I 2000-01 var han kortvarigt adm. direktør for FLS Miljø A/S.
Han er desuden formand for bestyrelsen for Bornholmstrafikken A/S og medlem af bestyrelsen for Pindstrup Mosebrug A/S, Algoma Tankers (Denmark) A/S, Holm & Grut A/S (tidligere formand), Danish Airlease ApS, Mermaid Nordic og og Dansk Vejrhane & Mejsekasse Fabrik A/S (reelt et privat investeringsselskab). Han er tidligere formand for bestyrelsen for Randers Reb A/S, for Ørskov Christensens Stålskibsværft A/S med tilhørende selskaber og for Aveny-T.